# つばさグループ
つばさグループは、株式会社つばさエンタテインメント（TSUBASA ENTERTAINMENT CO., LTD.）を中心とした日本の総合エンタテインメント企業グループ。

## グループ概要
2003年に設立された株式会社つばさエンタテインメントとその連結子会社によって構成されている。アーティストのマネジメントやCD・DVDの製造販売だけでなく、女子高校生に特化したマーケティングや広告代理業など、幅広い事業を行っている。

## 沿革
- 1990年（平成2年）11月 - 株式会社アイ・エヌ・ジーを東京都新宿区に設立。
- 2002年（平成14年）9月 - 株式会社ダブルウィングを東京都台東区に設立。
- 2003年（平成15年）
  - 7月 - 有限会社ブーイングを東京都目黒区に設立。
  - 8月 - 株式会社つばさレコーズを東京都渋谷区に設立、連結子会社とする。有限会社ドラを設立。
- 2004年（平成16年）
  - 5月 - 株式会社ダブルウィングに有限会社ドラの営業すべてを営業譲渡する。
  - 6月 - 有限会社ブーイングを株式会社化し、つばさエンタテインメントに改称。グループ3社の本店を東京都中野区に移転。株式会社つばさレコーズを株式会社つばさエンタテインメントの100%連結子会社とする。
  - 8月 - 株式交換により、株式会社ダブルウィングを株式会社つばさエンタテインメントの100%連結子会社とする。
- 2006年（平成18年）8月 - 株式会社ローソンとの資本・業務提携を締結。
- 2008年（平成20年）6月 - 株式会社アイ・エヌ・ジーを株式会社つばさエンタテインメントの100%連結子会社とする。
- 2009年（平成21年）7月 - グループ4社の本店を東京都渋谷区に移転。
- 2010年（平成22年）12月 - ユニバーサルミュージック合同会社との連携の下、音楽制作レーベル「TUNES TRACKS」を設立。
- 2012年（平成24年）
  - 2月 - 海外アーティスト関連事業の強化のため、株式会社ダブルウイングにインターナショナルマネージメント事業部を新設
  - 7月 - グループの事業再編に伴い、株式会社つばさレコーズから株式会社ダブルウイングへ「TUNES TRACKS」を移管。
  - 9月 - 株式会社ローソンとの資本提携強化を実施するとともに、株式会社ダブルウィングの社名を株式会社ダブルカルチャーパートナーズに変更し、本店を東京都品川区に移転。株式会社つばさレコーズを株式会社つばさプラスに名称変更。
- 2015年（平成27年）4月 - 音楽レーベル「Bermuda Entertainment Japan」を設立[1]。
- 2020年（令和2年）10月 - 株式会社つばさプラスを株式会社つばさレコーズへ社名変更[2]。
- 2021年（令和3年）10月1日 - つばさ男子プロダクション設立。

## グループ企業
- 株式会社つばさエンタテインメント - グループ全体の経営管理並びに事務管理
- 株式会社つばさレコーズ - CD/DVDのパッケージ制作や販売、アーティストマネージメント、音楽配信、音楽スクールの運営、出版事業
- 株式会社ダブルカルチャーパートナーズ - 海外アーティストを中心としたマネージメント、CD・DVDのパッケージ制作や販売、イベント制作、販促ツールやグッズ制作、音楽出版事業
- 株式会社アイ・エヌ・ジー - 学生を中心とした口コミマーケティング、プロモーション業務、広告代理店業務、TV番組制作業務

## 所属タレント

### 株式会社つばさレコーズ
- 川嶋あい
- 井上苑子
- 水曜日のカンパネラ
- 内田珠鈴
- 武藤彩未
- ちゃんゆ胃

### つばさ男子プロダクション
- THE SUPER FRUIT
- 世が世なら!!!
- POCKET PANiC
- 峯脇
- YOUTH

### 過去の所属アーティスト
- CHiYO
- as
- Mi
- 遊吟
- 泰葉
- kumi
- Kaleido Knight
- Especia
- 兵庫ケンイチ
- this is not a business
- Stereo JAPAN
- 本郷杏
- CUBERS
- BiS (WACKとの共同マネジメント)